# سنگیج
سنگیج، روستایی از توابع بخش مرکزی شهرستان نائین در استان اصفهان ایران است.

## جمعیت
این روستا در دهستان کوهستان قرار دارد و براساس سرشماری مرکز آمار ایران در سال ۱۳۸۵، جمعیت آن ۱۱ نفر (۶خانوار) بوده‌است.
جمعیت در سال ۱۴۰۱
جمعیت ثابت : ۷ نفر (۴ خانوار)
ییلاق قشلاق + ثابت : ۱۳ نفر (۷ خانوار) 

## جمعیت (سال ۱۴۰۱)
ساکن ثابت : ۵ نفر (۳ خانوار)
ییلاق قشلاق + جمعیت ثابت : ۱۱ نفر (۶ خانوار)